# Per Axel Eriksson

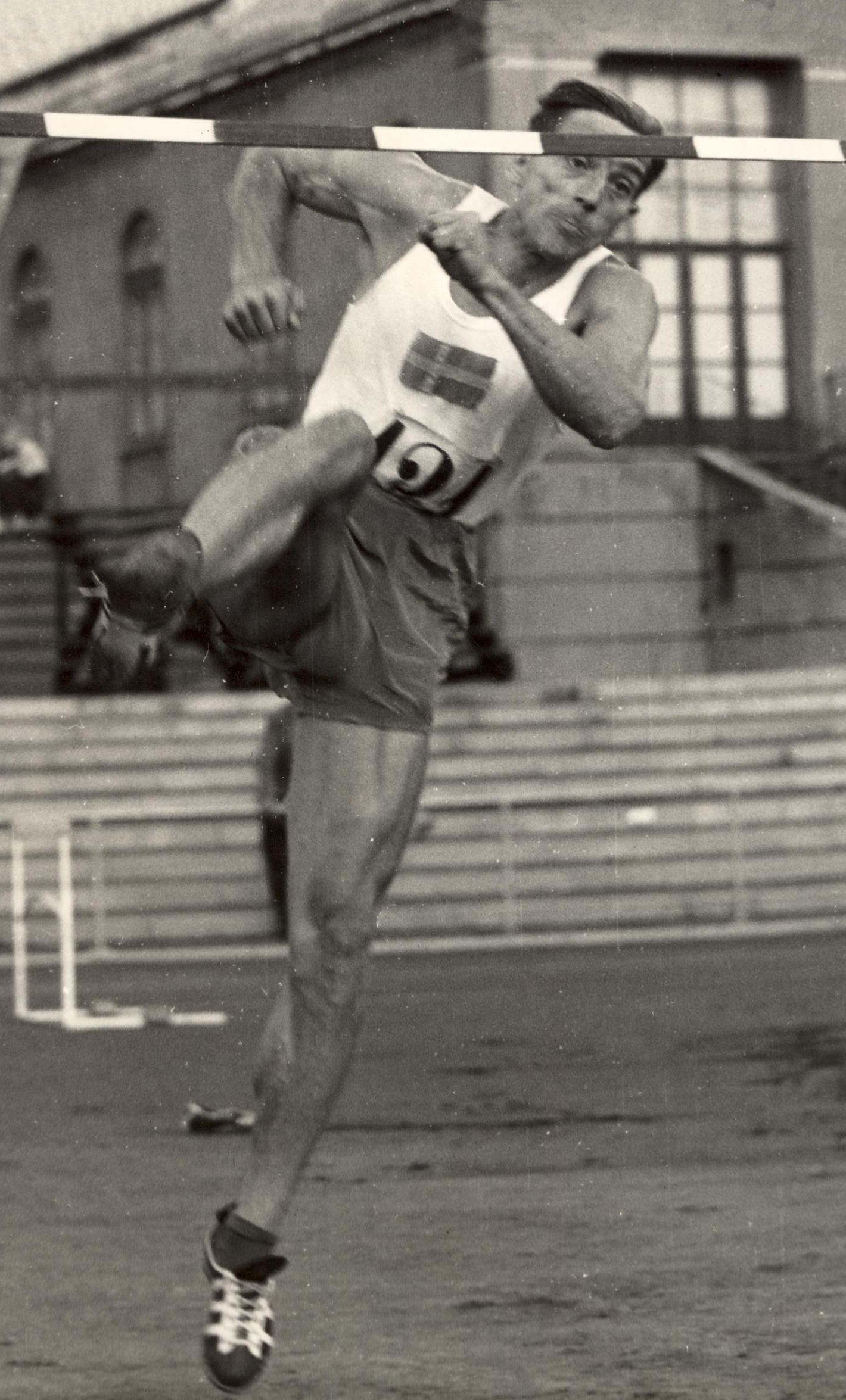
Per Axel Eriksson in den 1950er Jahren

Per Axel Eriksson (* 11. April 1925 in Nyhammar, Ludvika; † 6. Oktober 2016 in Uppsala) war ein schwedischer Zehnkämpfer.
1948 wurde er Siebter bei den Olympischen Spielen in London mit 6731 Punkten. Bei den Leichtathletik-Europameisterschaften 1954 in Bern brach er den Wettkampf nach drei Disziplinen ab.
Fünfmal wurde er Schwedischer Meister (1948, 1953–1956). Seine persönliche Bestleistung von 6987 Punkten stellte er am 27. August 1950 in Arbrå auf.
Sein Sohn Thomas Eriksson war als Hoch- und Dreispringer erfolgreich.